# Semeiskie
Os Semeiskie (em russo: Семейские; lit. "aqueles que vivem como família", do russo "Семья", família) constituem uma comunidade confessional formada por grupos cristão-ortodoxos genericamente conhecidos como Velhos Crentes, cujos antepassados recusaram-se a aceitar as reformas litúrgicas impostas pelo patriarca Nikon de Moscou no século XVI, tendo sido, em virtude disso, obrigados a exilar-se na região siberiana correspondente à atual Transbaicália. Sua cultura cotidiana e espiritual foi incluída em 2001 pela UNESCO no catálogo de Obras Primas do Patrimônio Oral e Imaterial da Humanidade, sob o título de "Espaço Cultural e Cultura Oral dos Semeiskie".
No que diz respeito às atividades culturais, os semeiskie executam um tipo específico de canto polifónico durante festas familiares e celebrações folclóricas. Essa forma de canto deriva dos corais ortodoxos medievais, e é geralmente executado por grupos mistos de homens e mulheres, embora grupos unicamente feminos sejam requisitados para certas canções.